# 五味康隆
五味 康隆（ごみ やすたか、1975年11月10日 - ）は、日本のモータージャーナリスト、インフルエンサー、自動車総合コンサルタント、コンテンツプロデューサー、YouTuber。有限会社コスミックパワーズ 代表。元レーシング・ドライバー。日本自動車ジャーナリスト協会会員。日本カー・オブ・ザ・イヤー選考委員。「五味やすたか」と表記されることもある。

## 人物・来歴
14歳で自転車トライアル競技を始め、1992年の自転車トライアル世界選手権に日本代表として出場した。1995年に四輪自動車競技に転向。鈴鹿サーキットレーシングスクール フォーミュラを卒業し、ジュニア・フォーミュラを経て、1997年から全日本F3選手権に参戦。しかしながらレース中のクラッシュで肩に大怪我を負い、2000年にレースから引退。2001年からはBMWドライビングスクール講師やセールスマン研修でのインストラクターとして働いていた。
ドライビングスクール講師の経験から「正しい運転を世に広めたい」との思いで2003年からフリーランスの自動車評論家としての活動を開始。知人を通じて紹介された自動車雑誌『CARトップ』でキャリアをスタートさせた。以降、carview!、オートックワン、東洋経済オンライン、乗りものニュースなどの媒体で記事を執筆する傍ら、自らもブログ「五味ちゃん流のeカーライフ」や、YouTubeチャンネル「E-CarLife with 五味やすたか」、「五味やすたか with E-CarLife 2nd」を立ち上げ情報を発信している。
21歳で初めて手にした愛車はポルシェ・968CSで、MonoMax Webのアンケート「わたしの人生を変えたクルマ」にも挙げている。
現在所有している車は、レクサス・LFA、日産・GT-R、ホンダ・NSX、メルセデスAMG・GT、トヨタ・ランドクルーザー“70”、トヨタ・86GRMN、スバル・WRX STI、ジープ・ラングラー、マツダ・CX-60、ホンダ・e、トヨタ・チェイサー、トヨタ・ランドクルーザー、スズキ・ジムニー シエラ。

## レース戦績

### 全日本フォーミュラ3選手権
| 年     | チーム                     | エンジン       | クラス | 1       | 2       | 3       | 4       | 5      | 6       | 7       | 8       | 9      | 10      | 順位 | ポイント |
| ------ | -------------------------- | -------------- | ------ | ------- | ------- | ------- | ------- | ------ | ------- | ------- | ------- | ------ | ------- | ---- | -------- |
| 1997年 | 芙蓉実業R・Sマエジマ       | トヨタ・トムス |        | SUZ Ret | TSU Ret | MIN 10  | FSW 10  | SUZ 19 | SUG 9   | SEN 11  | TRM Ret | FSW C  | SUZ Ret | NC   | 0        |
| 1998年 | チーム芙蓉実業ノバ         | トヨタ・トムス |        | SUZ 17  | TSU DNS | MIN Ret | FSW Ret | TRM 11 | SUZ 14  | SUG Ret | TAI 10  | SEN 16 | SUG 9   | NC   | 0        |
| 1999年 | TEAM TMS                   | トヨタ・トムス |        | SUZ 10  | TSU 9   | FSW Ret | MIN 8   | FSW 15 | SUZ Ret | SUG 9   | TAI Ret | TRM 12 |         | 12位 | 2        |
| 1999年 | PROKIDAI with TORII RACING | トヨタ・トムス |        |         |         |         |         |        |         |         |         |        | SUZ 5   | 12位 | 2        |
| 2000年 | PROKIDAI with TORII RACING | トヨタ・トムス |        | SUZ Ret | TSU Ret | FSW     | MIN 10  | TAI 10 | SUZ 10  | SUG     | TRM     | SEN    | SUZ     | NC   | 0        |

- 太字はポールポジション、斜字はファステストラップ。(key)